# Liviu Alexandru Miroșeanu
Liviu Alexandru Miroșeanu (n. 16 februarie 1969, com. Dămienești, județul Bacău) este un politician român, fost membru al Parlamentului României. Liviu Alexandru Miroșeanu a fost ales ca deputat pe listele PD, care a devenit ulterior PD-L. În cadrul activității sale parlamentare, Liviu Alexandru Miroșeanu a fost membru în grupurile parlamentare de prietenie cu Republica Kazahstan, Marele Ducat de Luxemburg, Georgia, Republica Azerbaidjan.  